# Marek Ziółkowski (socjolog)

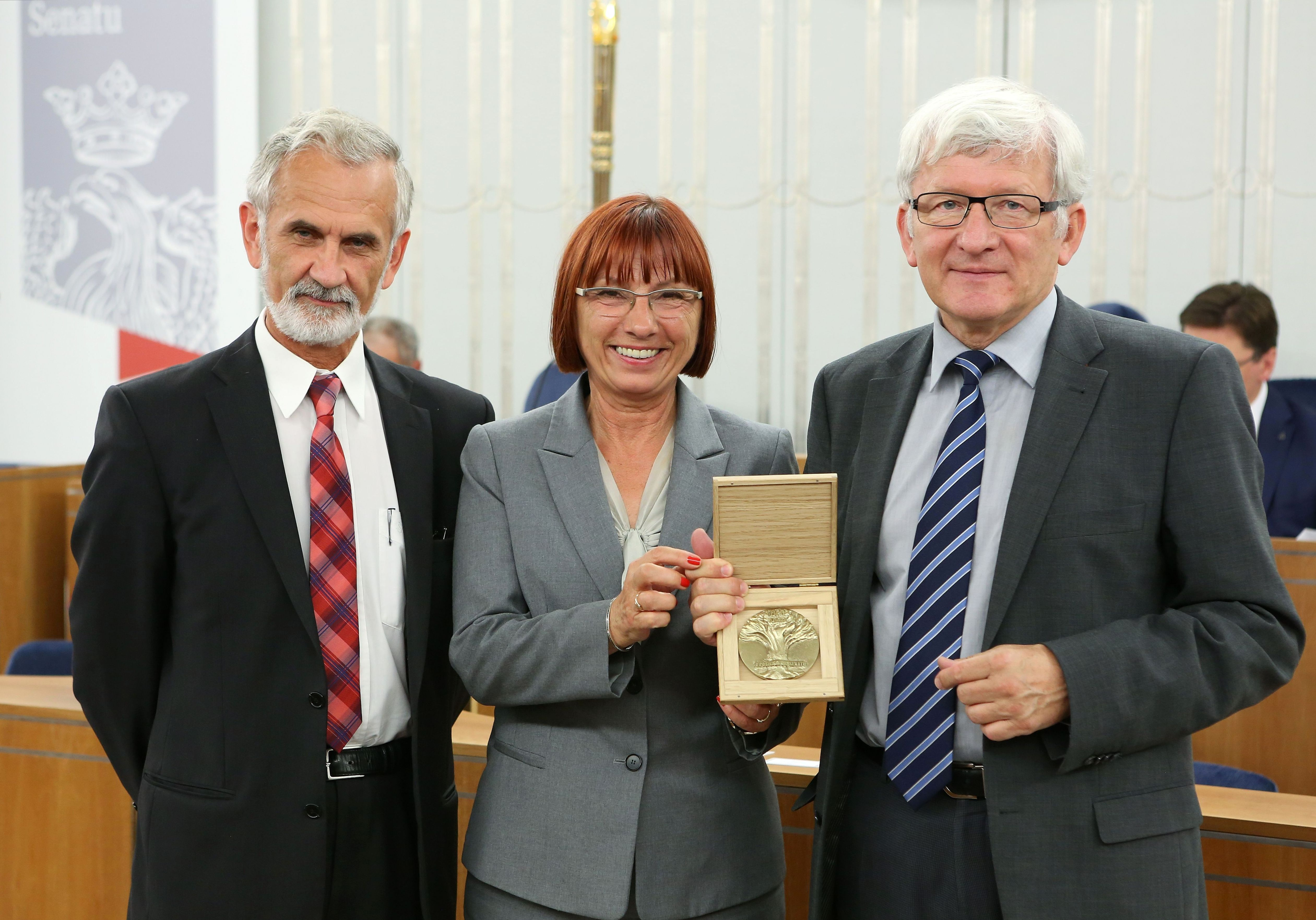
Z Ireneuszem Niewiarowskim i Heleną Hatką w Senacie (2014)

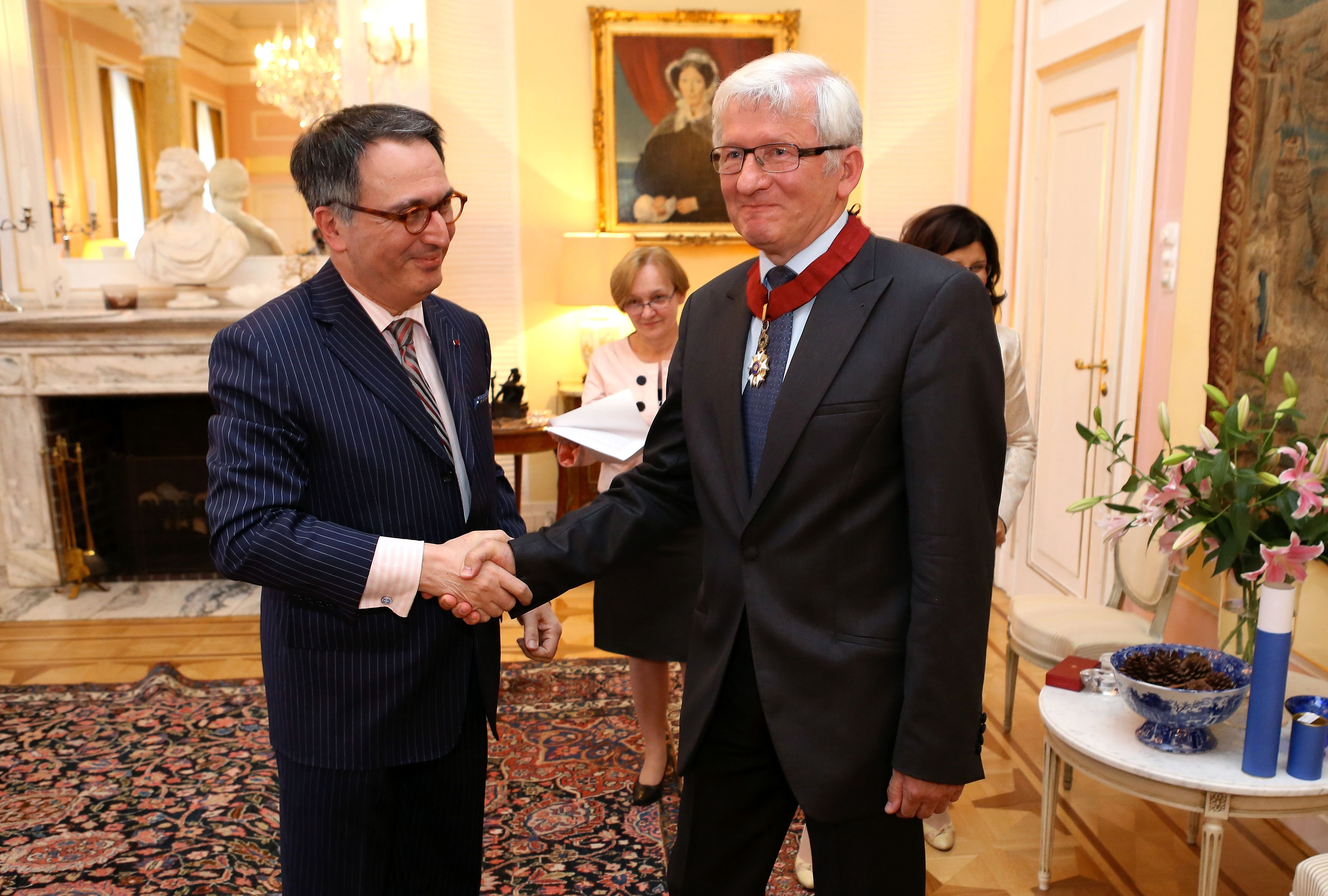
Z ambasadorem Belgii Raoulem Delcorde podczas ceremonii odznaczenia Orderem Korony (2014)

Marek Aleksander Ziółkowski (ur. 6 marca 1949 w Poznaniu) – polski socjolog, profesor nauk humanistycznych. Senator VI, VII i VIII kadencji (2005–2015), w latach 2005–2011 wicemarszałek Senatu VI i VII kadencji, w latach 2015–2018 ambasador RP w Maroku.

## Życiorys
Syn Janusza Ziółkowskiego, socjologa, rektora Uniwersytetu im. Adama Mickiewicza i polityka. Brat historyka Adama Ziółkowskiego.
Ukończył I Liceum Ogólnokształcące im. Karola Marcinkowskiego w Poznaniu. Absolwent socjologii (1971) i filozofii (1976) na Uniwersytecie Łódzkim. Przez krótki okres studiował również matematykę. W 1974 uzyskał stopień doktora w zakresie socjologii, habilitował się sześć lat później. W 1990 otrzymał tytuł naukowy profesora. Zawodowo związany z UAM, w 1993 objął stanowisko profesora zwyczajnego na tym uniwersytecie. Zajął się również pracą naukową w Instytucie Studiów Politycznych PAN i prowadzeniem wykładów z socjologii w warszawskiej Szkole Wyższej Psychologii Społecznej. Był dziekanem Wydziału Nauk Humanistycznych i Społecznych na tej uczelni. Pod jego kierunkiem stopień naukowy doktora uzyskali m.in. Krzysztof Podemski (1988), Jerzy Leszkowicz-Baczyński (1993), Rafał Drozdowski (1996), Marek Krajewski (1997), Honorata Jakubowska (2005).
Został członkiem Polskiego Towarzystwa Socjologicznego, Poznańskiego Towarzystwa Przyjaciół Nauki, Komitetu Socjologii PAN, Komitetu Prognoz „Polska 2000 Plus”, Komitetu „Polska w Zjednoczonej Europie” PAN, redakcji „Kroniki Miasta Poznania”. Członek krajowy korespondent Polskiej Akademii Umiejętności. Objął funkcję wiceprzewodniczącego Europejskiego Towarzystwa Socjologicznego. Od 1996 do 2005 sprawował funkcję konsula honorowego Republiki Francuskiej w Poznaniu. Współredagował „Przegląd Socjologiczny” (od 1991) i „Studia Socjologiczne”. Był ekspertem Ministerstwa Edukacji Narodowej w latach 1990–1993 oraz Komisji Europejskiej w Brukseli w 1992.
W latach 80. działał w „Solidarności”. W 1990 współtworzył Partię Chrześcijańskich Demokratów, w 1999 przystąpił z nią do PPChD, a z nim w 2002 do SKL-RNP (działał w nim do końca 2003). W 2004 wstąpił do Platformy Obywatelskiej.
W 2005 z ramienia Platformy Obywatelskiej został wybrany na senatora VI kadencji w okręgu poznańskim. 22 grudnia 2005 powołano go na stanowisko wicemarszałka Senatu. W wyborach parlamentarnych w 2007 po raz drugi uzyskał mandat senatorski, otrzymując 280 859 głosów (najlepszy procentowy wynik wśród wszystkich wybranych senatorów). 5 listopada 2007 ponownie został wybrany na funkcję wicemarszałka.
W wyborach w 2011 z powodzeniem ubiegał się o reelekcję, w nowym okręgu jednomandatowym dostał 89 368 głosów.
W lipcu 2015 powołany na stanowisko ambasadora nadzwyczajnego i pełnomocnego RP w Królestwie Marokańskim. Pełnienie tej funkcji rozpoczął 4 sierpnia. Akredytowany również w Mauretanii, w latach 2015–2018 w Republice Zielonego Przylądka, a w latach 2016–2017 w Gwinei Bissau. Ze stanowisk ambasadora w Maroku i Mauretanii odwołany został ze skutkiem na 30 listopada 2018.

## Wybrane publikacje
- Zróżnicowanie językowe a struktura społeczna (z Andrzejem Piotrowskim), 1976
- Znaczenie – interakcja – rozumienie, 1981
- Wiedza – jednostka – społeczeństwo. Zarys koncepcji socjologii wiedzy, 1989
- Mentalność Polaków. Sposoby myślenia o polityce, gospodarce i życiu społecznym w końcu lat osiemdziesiątych (z Jadwigą Koralewicz), 1990
- Jednostka wobec władzy (z Barbarą Pawłowską i Rafałem Drozdowskim), 1994
- Przemiany interesów i wartości społeczeństwa polskiego. Teorie, tendencje, interpretacje, 2000

## Odznaczenia
- Oficer Orderu Legii Honorowej (Francja, 2014)[12]
- Komandor Orderu Korony (Belgia, 2014)[13]